# أخطاء تصميم طابع البريد
الخطأ في تصميم الطابع البريدي هو خطأ في التصميم أثناء مرحلة التصميم في عملية إنتاج الطوابع البريدية. وغالباً ما تحدث أخطاء التصميم كأخطاء طفيفة، مثل حرف مفقود في الاسم الثنائي لكائن حي مصور على الطابع، ولكن بعضها كان خطأً كبيراً، مثل خريطة تبدو وكأنها تدعي ملكية إقليم بلد آخر، أو تصوير شخص خاطئ على الطابع.

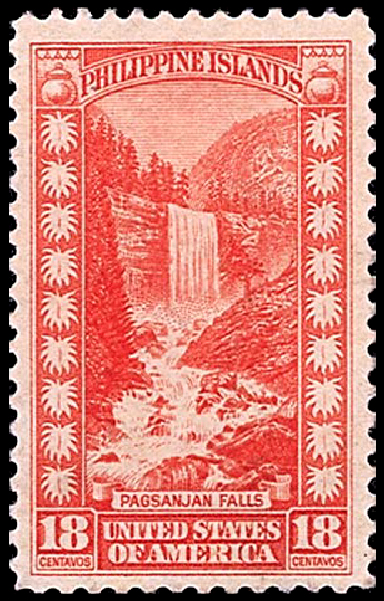
طابع فلبيني كتب عليه شلالات باغسانجان، ولكنها صورة شلالات فيرنال صدر في عام 1932

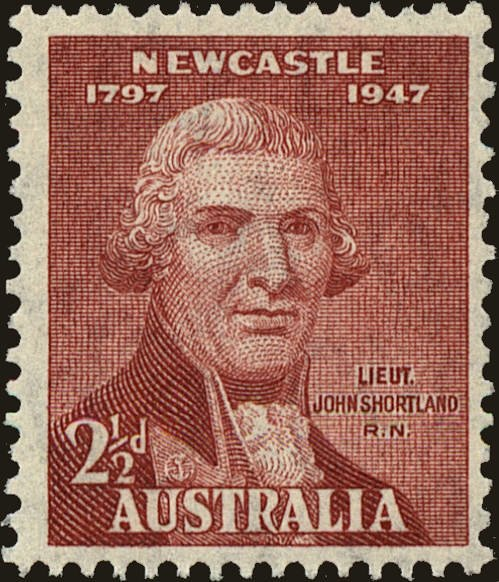
طابع مخصص للذكرى الـ150 لتأسيس نيوكاسل صوّر فيه الفنان والده بدلاً من المستكشف المقدم جون شورتلاند الذي اكتشف نهر هانتر (نيو ساوث ويلز).

قد يختفي الخطأ في التصميم الذي يكتشف أثناء عملية الإنتاج بهدوء، حيث لا تصل نسخ الخطأ إلى أيدي الجمهور إلا عن طريق موظفين عديمي الضمير (وبالتالي لا تعتبر هذه الطوابع "حقيقية"). غالبًا ما يكتشف أخطاء التصميم أثناء عملية التوزيع، عندما يقوم عدد كبير من عمال البريد بفحص الطابع الجديد؛ على الرغم من أن المسؤولين قد يختارون سحب جميع الطوابع في تلك المرحلة، إلا أنه من الصعب جدًا استردادها كلها، وفي هذه الحالات قد ينتهي الأمر ببيع عدد قليل منها واستعمالها. إن الظروف الدقيقة مهمة، لأنه بمجرد بيع الطابع إلى أحد العملاء، سواءً كان ذلك مخالفاً لقواعد الخدمة البريدية أم لا، فإنه يعتبر مشروعاً.

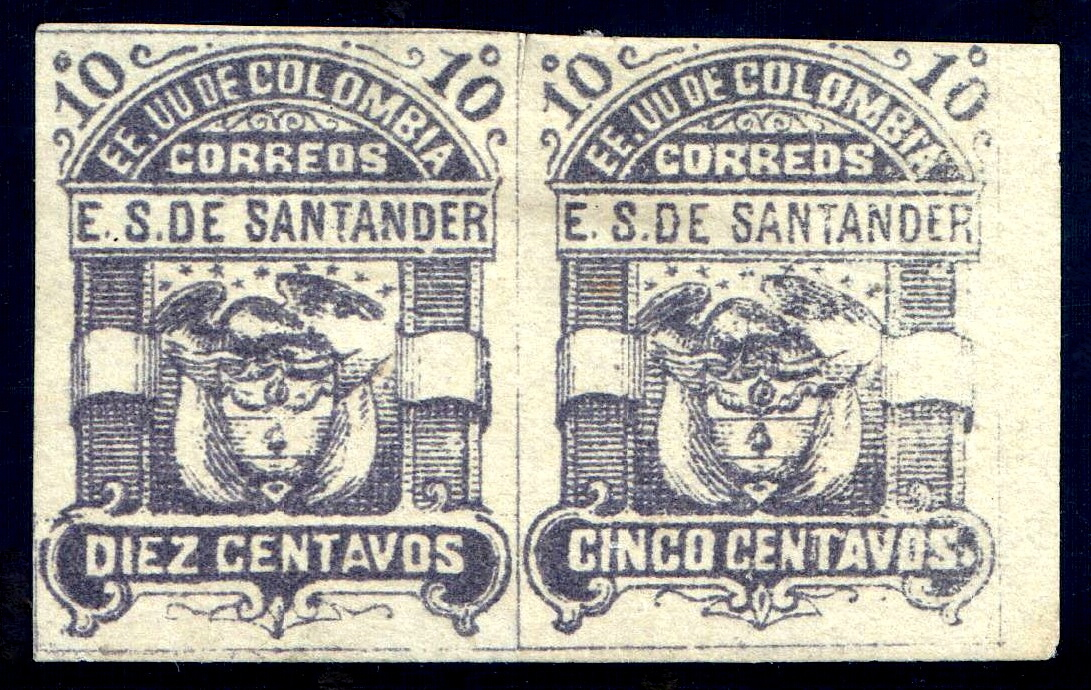
زوج من الطوابع التي تحوي أخطاء، حيث ان الطابع الأيمن يحمل كلمة "Cinco" بدلاً من "Diez" (سانتاندر 1886).

كانت صحيفة أساطير الغرب حالة صعبة للغاية. فقبل فترة وجيزة من إصدار هذه السلسلة التذكارية (وبعد أن ارسلت الأوراق بالفعل إلى مكاتب البريد ووجدت طريقها إلى أيدي هواة جمع الطوابع)، حصل ادعاء بأن صورة بيل بيكيت المستعملة في رسم طابعه كانت في الواقع صورة لأخيهِ بن. قررت إدارة بريد الولايات المتحدة سحب الطوابع وإعادة إصدارها في وقت لاحق بطابع بيكيت بناءً على صورة معروفة على وجه اليقين أنها له. لقد باعت هيئة البريد الأمريكية مجموعة الطوابع الخاطئة بالكامل بالقيمة الاسمية عن طريق القرعة.
من النادر إلى حد ما أن يلاحظ أحد أفراد الجمهور خطأ في التصميم لأول مرة. ويحدث هذا عادةً في غضون أيام قليلة من طرح الطابع للبيع لأول مرة، وعادةً ما ينتهي بهِ الأمر كموضوع لمقالات صحفية. ومن الأمثلة الحديثة على ذلك طابع مايا أنجيلو الذي أصدرته هيئة البريد الأمريكية في 7 أبريل 2015. يحتوي الطابع على اقتباس كان يُنسب كثيرًا إلى السيدة أنجيلو، ولكنه في الحقيقة من تأليف جوان والش أنجلوند. في هذا الظرف، لم تكن هيئة البريد على علم بالمؤلف الحقيقي إلى أن لفتت صحيفة واشنطن بوست انتباههم إلى ذلك.
قد تكون ردود فعل مسؤولي البريد على الخطا الحاصل إما بسحب جميع الطوابع، أو ببساطة تعليق الطباعة والتوزيع، ريثما تتم المراجعة وإعادة الطبع. إذا سحبت الطوابع، فإن الطوابع المتداولة بالفعل تصبح نادرة على الفور، كما حدث مع طابع جمهورية الصين الشعبية "كل الصين حمراء" لعام 1968. قد تتعرض الطوابع المسحوبة للإتلاف أو إعادة الطبع إذا كان من الممكن إصلاح التصميم بهذهِ الطريقة.
ستصبح أخطاء تصميم الطوابع التي تحدث خلال الأوقات الفوضوية مثل الثورات ببساطة موضوع نقاش لهواة جمع الطوابع في المستقبل. وبالمثل، فإن الأخطاء التي تحدث في الجوانب الفنية للغاية، مثل تهجئة الاسم العلمي لنبات أو حيوان، قد لا تلاحظ خلال فترة استخدام طابع البريد.

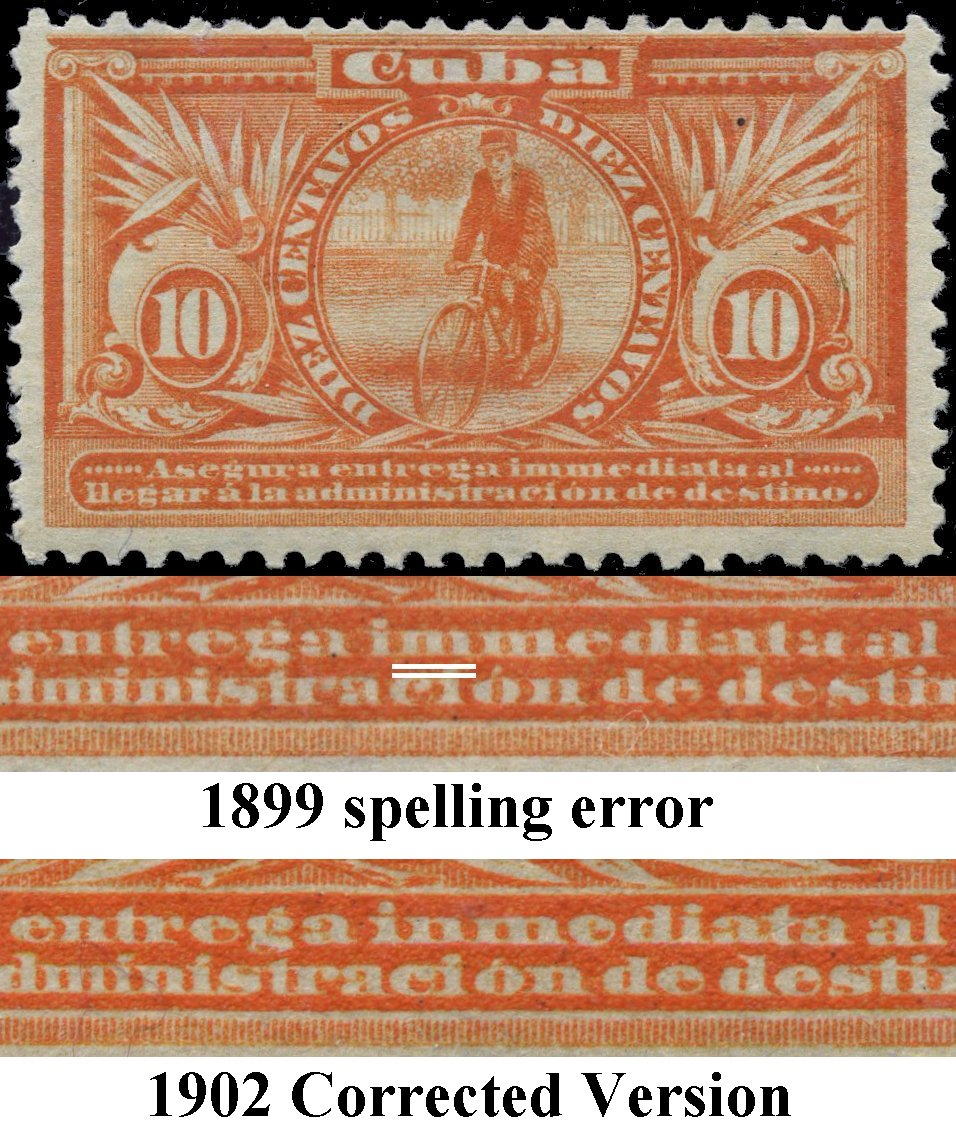
خطأ في التصميم، في عام 1899 احتلت الولايات المتحدة كوبا وزودتها بطوابع بريد. وكانت الكلمة الإسبانية "inmediata" مكتوبة بشكل خاطئ على هذا الطابع ("immediata"). ولقد صحح هذا الخطأ عندما أعادت الجمهورية الكوبية طباعته في نوفمبر 1902.

## بعض أخطاء تصميم الطوابع الملحوظة
- طابع شلالات باجسانجان، الفلبين 1932
- خطأ فرانز شوبرت/روبرت شومان، ألمانيا الشرقية 1956
- جرونكي روزا، إيطاليا 1961
- البلد كله أحمر، الصين 1968
- أساطير الغرب، الولايات المتحدة 1993
- خطأ الملكة إليزابيث الثانية، مالطا 2008.[3]
- بريداتور فري 2050، نيوزيلندا 2018.[4]

إن أكبر عدد من طوابع البريد التي ظهر فيها خطأ على طابع بريد هو طابع "تمثال الحرية للأبد" الذي أصدرته الولايات المتحدة عام 2011. يُظهر الطابع نسخة طبق الأصل من تمثال الحرية في لاس فيجاس بدلاً من الطابع الأصلي في نيويورك. صدر الطابع في شهر ديسمبر 2010 ولم يلاحظ الخطأ حتى شهر مارس 2011 عندما اكتشف من قبل وكالة Sunipix، وهي وكالة صور فوتوغرافية في تكساس. وقد طبع منهُ حوالي عشرة مليارات ونصف المليار من الطوابع الخاطئة.

## أنواع أخطاء تصميم الطوابع البريدية
تختلف أخطاء التصميم عن أي أنواع أخرى من الأخطاء بما في ذلك الأخطاء الطباعية، والعلامات المائية غير الصحيحة، والطبعات المتراكبة، وأنواع الورق، والتثقيب، والصمغ. وهذه أنواع من أخطاء التصميم:
- الأخطاء في الرسم
- ميزات غير متوافقة
  - أخطاء في التوافق الزمني
  - أخطاء في تصوير الظواهر الطبيعية
  - أخطاء في تصوير العمليات التكنولوجية
- ميزات خاطئة
  - الأخطاء المرتبطة بملكية الأراضي
  - أخطاء في رموز الدولة والرموز الدينية
  - الأخطاء المتعلقة بالشخصيات
- أخطاء في النقوش أو البصمات (في الأرقام والأسماء والمفاهيم)
- الأخطاء المطبعية والكتابية والإملائية وعلامات الترقيم
- الأخطاء الدلالية والوقائعية